# Edgar Torres
Pour les articles homonymes, voir Torres.
Edgar Torres, né le 31 août 1997 à Fraijanes, est un coureur cycliste guatémaltèque.

## Biographie
Edgar Torres est originaire de la municipalité de Fraijanes. Il provient d'une famille de cyclistes. Son père Óscar Torres est devenu champion du Guatemala sur route durant les années 1980. Il a aussi un frère aîné, Alder, qui pratique ce sport en compétition. 
Régulièrement aligné sur le Tour du Guatemala, il se classe deuxième d'une étape en 2018 et 2020. Il finit par ailleurs dixième de l'édition 2023 au classement général. Également bon rouleur, il devient champion du Guatemala du contre-la-montre en 2019, dans la catégorie des espoirs. 
En 2024, il termine notamment deuxième et meilleur grimpeur du Tour du Honduras. Il connait ensuite son jour de gloire lors de la saison 2025 en étant sacré champion du Guatemala sur route, chez les élites. Cette même année, il obtient son meilleur résultat à l'étranger en se classant cinquième d'une étape du Tour de Colombie.

## Palmarès et résultats

### Par année
- 2017
  - 3e du championnat du Guatemala du contre-la-montre espoirs
- 2019
  -  Champion du Guatemala du contre-la-montre espoirs
  - 2e de la Clásica Las Brumas
  - 2e du championnat du Guatemala sur route espoirs
- 2022
  - 1re étape du Tour du Honduras (contre-la-montre par équipes)
  - 3e de la Pre-Vuelta Guatemala
- 2023
  - 2e du Tour Por La Paz
- 2024
  - 5e étape du Tour Por La Paz
  - 2e de la Clásica de Verano-Coatepeque 
  - 2e du Tour du Honduras
  - 3e de la Clásica de Chimaltenango
- 2025
  -  Champion du Guatemala sur route

### Classements mondiaux
| Année            | 2017 | 2018 | 2019 | 2020 | 2021 | 2022 | 2023 | 2024 |
| ---------------- | ---- | ---- | ---- | ---- | ---- | ---- | ---- | ---- |
| UCI America Tour | 341e |      | 207e | 195e |      | 312e |      | 484e |